# Военное кладбище (Минск)
Военное кладбище Минска является, наряду с Кальварийским кладбищем, одним из самых старых некрополей в черте города, где свой последний покой обрели многие выдающиеся люди Беларуси. Расположено в Советском районе города, по адресу: ул. Козлова, 11. Площадь 4,15 га. Общее количество захоронений — около 3000 (на лето 2017 года).
Не следует путать с минским Братским воинским кладбищем Первой мировой войны.

## История
История Военного кладбища в Минске начинается в 1840-х годах как место захоронения военнослужащих, умерших в Минском военном госпитале. Прежде первый объект такого типа находился на улице Госпитальной на Долгом Броде. Под конец столетия тот некрополь был переполнен, и в 1895 году было принято решение о его закрытии.
Новое Военное кладбище было основано рядом. Аллеи разделили его территорию на четыре части — в двух частях хоронили пехотинцев, в двух других — артиллеристов и представителей прочих родов войск.
Торжественное освящение кладбища состоялось 2 июня 1895 года, церемонию проводил духовник 30-й пехотной дивизии отец Павел Богданович. Была начата работа по строительству каменной часовни, однако окончательным решением было возведение каменного православного храма — Александро-Невской церкви, посвящённого жертвам русско-турецкой войны 1877—1878 годов. На её стенах — мемориальные доски с именами воинов-белорусов 30-й артиллерийской бригады и 119-го Коломенского полка, героически погибших под Плевной.
В 1917-м году кладбище перешло в руки государства и сегодня является собственностью города.
В 1920—1930-х на Военном кладбище хоронили видных государственных, военных, научных деятелей, представителей творческой интеллигенции. В 1980 году на кладбище насчитывалось 547 захоронений участников Минского подполья, партизан и советских воинов, погибших при освобождении города от немецко-фашистских захватчиков.
С середины 1950-х Военное кладбище закрыли для погребений. В 1982—1983 годах проведены реставрационные работы в Александро-Невской церкви. В 2005-м участок воинских захоронений реконструирован и благоустроен. На могилах выдающихся белорусских литераторов Янки Купалы и Якуба Коласа установлены памятники.

1 сентября 2010 года на Военном кладбище состоялось открытие обелиска «Суворовцам, нахимовцам и кадетам, погибшим на поле брани, умершим от ран и болезней и отдавшим свои жизни за Отечество». Решение об установке обелиска было принято Республиканским советом общественного объединения Белорусский суворовско-нахимовский союз, в целях увековечения памяти погибших за Отечество и патриотического воспитания молодежи.
В 2018 году началась масштабная реконструкция (благоустройство) кладбища, которая привела к существенному изменению его внешнего вида: старые надгробия (в основном кресты) массово заменялись унифицированными подголовниками, почти все ограждения были убраны и переплавлены. Многие родственники погребённых жаловались, что работы проводились явочным порядком, без предварительного уведомления и согласования с ними. В числе прочих была демонтирована богато украшенная ограда вокруг могилы заместителя председателя ГПУ БССР Иосифа Опанского, а ограждение могилы известного врача-акушера Максима Выдрина рабочие не сумели перепилить, повредив её. Было также спилено несколько десятков деревьев. По словам представителя Мингорисполкома, кладбище имеет статус историко-культурной ценности второй категории только из-за нескольких объектов, вследствие чего этот статус не распространяется на обычные захоронения граждан.

## Могилы известных людей
см. Похороненные на Военном кладбище Минска